# Тау¹ Волка
Тау¹ Волка (лат. τ¹ Lupi), HD 126341 — кратная звезда в созвездии Волка на расстоянии приблизительно 848 световых лет (около 260 парсеков) от Солнца. Возраст звезды определён как около 20,8 млн лет.

## Характеристики
Первый компонент (WDS J14261-4513Aa) — бело-голубая пульсирующая переменная звезда типа Беты Цефея (BCEP) спектрального класса B2IV или B3. Видимая звёздная величина звезды — от +4,58m до +4,54m. Масса — около 6,188 солнечных, радиус — около 8,493 солнечных, светимость — около 3831,18 солнечных. Эффективная температура — около 15273 K.
Второй компонент (WDS J14261-4513Ab). Видимая звёздная величина звезды — +7,5m. Орбитальный период — около 0,177 суток (4,2569 часов).
Третий компонент — коричневый карлик. Масса — около 73,36 юпитерианских. Удалён на 2,746 а.е..
Четвёртый компонент (CD-44 9321) — красный гигант спектрального класса M0. Видимая звёздная величина звезды — +9,3m. Радиус — около 88,55 солнечных, светимость — около 1496,502 солнечных. Эффективная температура — около 3815 K. Удалён на 158,2 угловых секунды.